# Didymograptus
Genre

Didymograptus est un genre éteint de la classe des graptolites présent durant l'Ordovicien inférieur,. Excellent fossile stratigraphique, Didymograptus est un organisme marin (océans septentrionaux), coloniaux, et pseudo-planctonique.
Les colonies de graptoloïdes appartenant au genre Didymograptus sont constituées par deux branches unisériées (c'est-à-dire une seule rangée de loges, ou thèques, sur chaque branche) qui divergent à partir de la loge initiale (sicula),. L'extrémité de la sicula se développe en formant l'axe du graptolite, appelé la virgula.
Ces graptolites ont une forme en diapason. Les colonies étaient souvent robustes, atteignant de 1 à 10 cm.
Les thèques, longues, larges et sub-cylindriques, sont bilatérales et s'élargissent au niveau de l'ouverture,. Les petites colonies issues de la famille des graptolites sont enfermées dans un exosquelette chitineux (squelette organique), souple (collagène). Il s'agit d'un organisme très polymorphe.